# ここはふるさと 旅するラジオ
ここはふるさと 旅するラジオ（ここはふるさと たびするラジオ）は、2005年4月から2019年3月22日までNHKのラジオ第1で放送されたラジオ番組。FM放送と、海外向けのNHKワールド・ラジオ日本でも同時放送されていた。
2008年度から『ふるさとラジオ』の1コーナーとなっていたが、2011年度以降は独立した番組となった。

## 概要
2005年4月にここはふるさと旅するラジオ こんにちは!80ちゃんです（ここはふるさとたびするラジオ こんにちは はちまるちゃんです）としてスタート。
NHKが2005年に放送80周年を迎えたことを記念した企画。新たに導入した移動スタジオの機能を兼ね備えた移動中継車「80（はちまる）ちゃん号」を使って制作。週ごとにひとつの都道府県（北海道に関しては地理面積が広いためいくつかのブロック（道北・道東・道央・道西・道南）に分ける場合もある）を取り上げ、様々な場所から放送する。全国のふるさとの風景を生中継したり、ゲストを招いたミニライブなどを展開。主にゲストには、中継先の自治体出身のタレント・文化人を招くことが多い。

### 2005年度
放送時間は、それまで『ひるの散歩道』の時間帯であった月曜～土曜の12:30～12:55（年末年始、高校野球開催日を除く、2006年度以降も同様）だった。『ひるの散歩道』は13時台の放送に移動した。

### 2006年度
企画目的が放送80年記念番組であるため2006年3月22日（=81回目の放送記念日）に終了を予定していたが、継続が決定。『ひるの散歩道』が元の時間に編成されたのを受け、2006年4月3日からは月曜～土曜の11:30～11:50までの20分番組に。NHKワールド・ラジオ日本の同時放送も継続。土曜日は週によって過去に放送した番組のアンコール（セレクション）に当てることもあった。
セレクションでは過去の放送のアンコールのほか、特別番組（祝日編成や、国会中継、NHKニュースの拡大放送その他）の影響で放送できなかった番組の振り替え放送（録音）に充てることもあった。

### 2007年度
3回目の日本縦断を開始。番組名も『ここはふるさと 旅するラジオ』と改称（中継車名称は変わらず）。土曜日の放送は『文芸選評』の移動に伴い廃止され、月曜～金曜の11:30～11:50の放送となる。これまでの1週間1都道府県スタイルではなく、《月・火》と《水・木》に分割して1週間2都道府県スタイルが主流になり、土曜日が廃止になったために繰り上げという形で金曜日がセレクションというパターンが多かった。この頃から金曜のセレクションがほぼ固定化されるようになる。

### 2008年度
日本縦断は4回目に入る。2008年度の大幅な改編により始まった『ふるさとラジオ』の1コーナーとして放送。放送時間は月曜～金曜の12:23～12:43（生番組中のコーナーであるが、時間通りに始まる）。正午台の放送のため、FM放送での同時放送も始まった。また、ラジオ第一で何らかの事情で放送できない場合でも、FM放送で聴取することが可能となった。
訪れる場所は基本的に1週間1都道府県で、週によって金曜日はセレクション（その週のうちの1回分もしくはラジオ第1放送で放送されなかった回の再放送。但し年始明け最初が放送休止となっていた場合や大都市圏から放送する場合には、金曜日でも生放送となるケースもある）となる。夏休みの長期休止（高校野球=地方大会が集中する7月も生中継を休止して「セレクション」に当てる場合がある、北京オリンピック中継による生中継のお休み、FM・国際放送はセレクションで継続）のあとの再開時から、80ちゃん号が2代（台）目となる。なお、春休みの選抜高校野球中継期間中もラジオ第1は休止し、FM・国際放送はセレクションで通常通り放送を行った。

### 2009年度
日本縦断は5回目に入る。放送時間が月曜～金曜の12:30～12:50に変更された他は前年度と同じ体制での放送となる。

### 2010年度
6年目の日本一周を展開しているが、体裁は2009年とほぼ同様。

### 2011年度
7年目の放送はこれまでの『ふるさとラジオ』の1コーナーから分離されて単独番組となり、放送時間も12:30～12:55となっている。ただし、セレクション放送（生放送の場合あり）のある金曜日のみ東北地方ではラジオ第1・FMとも「民謡をどうぞ」に差し替えて放送する。4月22日までは全国各地のご当地ソングと2011年3月収録の愛媛県の回（東日本大震災関連のニュースで生放送されなかったための後日放送）を中心に放送し、4月25日から本格的に7年目の日本一周を展開。旅の開始が遅れた影響で6月は1週間で2県ずつ訪れた。セレクション放送は開始冒頭と終盤の案内のみラジオセンターのスタジオから本番組の進行役を務めるアナウンサーが担当する（高校野球地方大会が集中する7月下旬には2週にわたり、「ご当地ソングで旅するラジオ」と題し、ラジオセンターのスタジオから全国各地のご当地ソングを紹介している）。
また、8月30日から9月16日の3週間（うち、9月2日・9月9日・9月12日除く）は東日本大震災半年のシリーズ（東日本大震災プロジェクトキャンペーンの一環）として放送された順に福島県・宮城県・岩手県の被災地域各地からの中継を行う。また、ラジオ第1放送ではこの期間内のうち数回程度、本番組終了後も13:05頃（国際放送は途中飛び乗りで13:10）から13:30までゲストによる歌唱や演奏を披露する「旅ラジスペシャルライブ」も放送される。なお岩手編は月曜に当たる9月12日がセレクションに充てられ、金曜日の9月16日が生放送となったため、このときは東北地方で差し替えられる「民謡をどうぞ」は休止されて、当番組がネットされた。

### 2012年度
8年目の放送はこれまでの「東京のアナウンサーがメインを務め、地元局のアナウンサーはふるさとサポーター」という形が見直され、地元局のアナウンサーがメインを務める形に変更。
8月から9月は震災1年半を迎えた宮城県（8月第4週目）、岩手県（9月第2週目）、福島県（9月第4週目）の巻を放送。前年と同じく、それぞれの旅の最終日には放送時間を拡大して、13:05ごろ-13:30ごろに当日のゲスト歌手によるミニコンサート「特集・旅するステージ」を開催した。なお9月第4週・福島県編は月曜日に当たる9月24日をセレクションに充てられ、金曜日・9月28日は生放送となったため前年と同じでこの日の東北向け「民謡をどうぞ」を休止してこの番組がネットされた。

### 2013年度
番組9年目。2012年度との大きな変更点はないが、NHK旭川放送局では毎月第1週の金曜日に限り、ラジオ第1で「道北♡LOVEラジオ」を放送するため同局管内ではFM放送のみで放送される。
9月の「震災2年半」に寄せての「特集・復興支援旅するステージ」は今年度は通常セレクション放送日に当たる金曜日に事前に収録したもの（宮城編のみ生放送）を放送する。この3回だけは野方正俊が進行役を務める。なおNHK仙台放送局（全3回）と、当該日のNHK盛岡放送局、NHK福島放送局では通常放送する「民謡をどうぞ」はFM放送のみで、ラジオ第1では「旅するステージ」を放送。
- 福島県編　9月6日　ゲスト・宮川大助・花子
- 岩手県編　9月13日　ゲスト・いまそこに落語と笑いを配達する演芸団（古今亭駿菊と有志多数）
- 宮城県編　9月27日　ゲスト・イケメン'ズ

また、10月からアンコール放送に充てている金曜日の一部回で、「ふるさとインタビュー」と題し、その週に放送された都道府県に出身、あるいはゆかりのある芸能人・文化人に、その都道府県の思い出などを聞く企画も行われる（この回については原則東京のラジオセンターでの生放送or収録である）。

### 2014年度
番組開始10年目。内容は2012年度からほとんど変わりがない。なお金曜日の東北地方での放送については、青森・山形に限り、ラジオ第1での放送を再開した（FM、および左記2県以外のラジオ第1は従来通り「民謡をどうぞ」を放送）
「特集・復興支援旅するステージ」のキャンペーンは今年度は5-6月の金曜日に生放送で実施。仙台・青森・山形（全3回）と岩手・福島（それぞれ当該県の放送日）では「民謡をどうぞ」はFMのみで放送し、ラジオ第1で「旅するステージ」を放送する。
- 宮城県編　5月16日　ゲスト・こおり健太　パーソナリティー・水谷彰宏
- 岩手県編　5月23日　ゲスト・濱守栄子　パーソナリティー・野方正俊
- 福島県編　6月20日　ゲスト・瀬口侑希

### 2015年度
番組開始から11年目、80ちゃんの初代号デビューから満10周年となる同番組は「旅ラジ!」と改題。これに合わせて、3代目「80ちゃん号」を、放送開始90年を記念して「90ちゃん号」に改めた。
平年は4月の選抜高校野球の終了を待って、4月の第1、ないしは第2月曜から巡回するが、「90ちゃん号」への塗装し直しなどの都合もあり、4月27日の週の富山県の旅からスタートする。2016年1月18日の週の福岡県からの放送を除き、金曜日は必ずセレクション放送となる他、一部の週では近隣2県を2日間ずつ分けて訪ねる場合もある。

### 2016年度
番組12年目。この年は4月11日の週の長野県からスタートし、12月19日の週の福岡県からの放送を除いて、前年同様、金曜日はセレクション放送。一部週は近隣2都県をまたいで2日間ずつ放送する。

### 2017年度
番組13年目。2016年度との大きな変更点はない。4月3日の週の東京都・群馬県からスタートし、12月18日の週の福岡県からの放送を除いて、金曜日はセレクション放送。一部週は近隣2都県をまたいで2日間ずつ訪ねる。

### 2018年度
番組14年目。この年度から金旅!も加わり、次週回る県の見どころや現地の人々と東京のラジオセンターから電話を繋ぐ。4月9日の週の広島県からスタートし、その週の金曜日はセレクション放送または地元出身のゲストを招いて「ふるさとステージ」も行う。一部週は近隣2都県をまたいで2日間ずつ訪ねる。但しこれらは10月からは水曜日までに済ませ、毎週木曜日は旅ラジ!聖火のキセキ!と題して2020年東京オリンピック・パラリンピックに向けた各地の取り組みや、1964年東京オリンピックの聖火リレーの物語に迫るコーナーもスタート。担当(90アナウンサー)は東京ラジオセンターのアナウンサーやキャスター、または各放送局のアナウンサーが務める。お盆期間や夏休み、年末年始、47県全てを回った年度末はセレクション放送、「ふるさとインタビュー」として、その週に放送された都道府県に出身、あるいはゆかりのある芸能人・文化人に、その都道府県の思い出などを聞く企画も行われる（この回については原則東京のラジオセンターでの生放送or収録である）。
2019年3月22日をもって番組が終了。14年の放送に幕を降ろした。翌年度からは午後の生ワイド番組『ごごラジ!』が30分拡大された（FM放送でも冒頭30分のみ同時放送）。

## 放送時間に関係する特記事項
- 2008年以後はFM放送・ラジオ第1放送のサイマル放送となった。これまで通り学校の夏休み・冬休み・春休みに相当する期間は高校野球の中継や季節特番のために一定期間生中継は休止となり、「ご当地ソングで旅するラジオ」やこれまでのセレクション放送を集中的に行うが、高校野球期間においては基本的にFMのみでの放送となる。
- ただ、国会中継により高校野球の放送がラジオ第1で出来ずFMで振り替え放送される場合、国会中継が中断される（暫時休憩時間に入っている）12時台も高校野球の放送は引き続きFMで行われるため、本来FMでのみ放送される当番組とひるのいこいはいずれもラジオ第1に振り替えて放送される。
- 大規模な国政選挙がある場合、ラジオ第1では政見放送（経歴放送のみの場合もある）を優先する場合があり、その間FM・国際放送のみで生放送、あるいは過去のセレクション放送を行うこともある。

※上記3例とも国際放送ではラジオ第1またはFMの単独放送であっても必ず放送される（高校野球中継は地方大会・全国大会とも一切放送されず、国会中継も内閣総理大臣の演説と党首討論以外は原則として放送されないため）。
- 大規模災害や臨時のニュースが入った場合、ラジオ第1だけを休止（FMは通常放送）にする場合と、ラジオ第1・FMの両方とも休止にする場合がある（両方等も休止にするケースは2011年の東日本大震災や、2014年の台風18号などである）。
- また12月31日には年間の総集編「ふるさとのやる気・元気・本気!この1年!」と題し、その年に放送されたこの番組の放送音源の中から、特にリスナーの反響が大きかったものを再編集し、担当アナウンサー・ディレクターとゲストがそれについて座談する番組が行われている。

## 司会
2011年度までは「旅するアナウンサー」と称する複数のアナウンサーがローテーションで担当。

2012年度からは該当地域の放送局のアナウンサー多くとも2名が「90アナウンサー」と称して担当。司会進行だけでなく、放送を行う会場の決定と設営・放送センターまでの中継回線確保等のディレクター業務を行っている。
2005年度
- 山本哲也
- 金井直己
- 藤崎弘士
- 関口健

2006年度
- 鈴木桂一郎
- 金井直己
- 水谷彰宏
- 伊藤雄彦
- 中谷文彦
- 藤崎弘士

2007年度
- 鈴木桂一郎
- 金井直己（～2007.5）
- 目加田頼子
- 水谷彰宏
- 森下和哉（2007.6～）
- 滑川和男（2007.6～）

2008年度
- 鈴木桂一郎
- 森下和哉
- 水谷彰宏
- 関口健（～2008.5）

- 滑川和男
- 島田政男（2008.6～）
- 野方正俊（2008.9～）

2009年度
- 鈴木桂一郎（～2009.5）
- 森下和哉
- 滑川和男
- 水谷彰宏（～2009.7）

- 島田政男
- 野方正俊
- 阿部悌
- 山田貴幸（2009.9～）

2010年度
- 山田重光（2010.6～）
- 森下和哉
- 滑川和男
- 島田政男

- 阿部悌（～2010.7）
- 山田貴幸
- 永井伸一
- 大野済也（2010.8～）

2011年度
- 島田政男（金曜日のセレクション放送も担当）
- 森下和哉（～2011.5）
- 滑川和男
- 山田重光（金曜日のセレクション放送も担当）

- 児玉隆（～2011.10）
- 武藤友樹
- 藤崎弘士（2011.6～）
- 入江憲一（2011.11～）

2012年度以降
- 山田重光
- 水谷彰宏（2012.7～）

※東京のスタジオから金曜日・高校野球期間中におけるセレクション放送とご当地ソングの紹介を担当。また金曜日にNHK東日本大震災プロジェクトキャンペーン「旅するステージ」、または「故郷インタビュー」を行う日にはそのパーソナリティー・インタビュアーも担当。

## テーマ曲
- 「Oh,My Love～ラジオから愛のうた～」 - 坂本冬美（作詞・忌野清志郎、作曲・細野晴臣。2005.4～2007.3）- 2012年7月27日の放送でもこの曲が紹介された。
- 「元気」 - あさくさ少女歌劇団（2007.3～2015.3） - ジングルも担当。
- 「雲の流れにのって」 - 銀河管弦楽団（作曲：田中洋太。2015.4〜2019.3）
- 「ひとやすみ」 - 銀河管弦楽団（同上） - 挿入曲